# 彩湖自然学習センター
彩湖自然学習センター（さいこしぜんがくしゅうセンター）は、埼玉県戸田市にある施設。戸田市と建設省（現在の国土交通省）との共同事業で、戸田市立郷土博物館の別館として1997年（平成9年）6月1日に開館した。

## 概要
荒川第一調節池（彩湖）に関する資料の収集・保存・展示・研究を行っている。彩湖の東岸、幸魂大橋（東京外環自動車道・国道298号）北東の堤外地に位置する。

## 開館時間
- 午前10時から午後4時30分

## 休館日
- 毎月第二、第四、第五月曜日
- 毎月末日 ※土、日、休日を除く
- 年末年始　12月29日から1月4日

## 入館料
- 無料

## アクセス
- JR埼京線武蔵野線武蔵浦和駅から国際興業バスの下笹目行きに乗車。またはJR埼京線北戸田駅から市内コミュニティバスのトコバス美笹循環乗車。「修行目」バス停下車徒歩8分。[2]